# Борис Сафонов
Борис Феоктистович Сафонов е съветски военен летец, подполковник, герой от Втората световна война, два пъти Герой на Съветския съюз.

## Кратка биография
Борис Сафонов е роден на 26 август 1915 г. в село Синявино, Тулска губерния. Завършва с отличие седми клас след което постъпва в Тулското железопътно училище. През 1930 година постъпва в комсомола, посещава школата за летци „Осоавиахим“. От 1934 г. до 1940 г. е редови пилот в 106-а авиационна ескадрила на 40-а авиационна бригада на Беларуския военен окръг. През 1940 по негов рапорт е прехвърлен в 72-ри смесен авиационен полк на ВВС на Северния флот. Там пилотира своя самолет-изтребител И-16 с борден номер „11“ с изписани лично от него от двете страни на фюзелажа „За Сталина!“ и „Смерть фашистам!“, с който извършва 109 бойни полета и записва 17 въздушни победи.
В началото на Втората световна война се отличава в боевете с Луфтвафе. В началото на септември 1941 година е награден с два ордена „Червено знаме“. На 16 септември същата година му е присвоено звание – Герой на Съветския съюз, изтребителният полк в който служи е награден с орден „Червено знаме“, а по-късно е обявен за гвардейски.
По време на сраженията през есента на 1941 г., връщайки се от боен полет Борис Сафонов прехваща и след напрегнат въздушен дуел сваля самолета, пилотиран от немския ас Вили Френгер, пилот на Луфтвафе с 36 въздушни победи и над 900 боини полета във войната с Великобритания.
На 30 май 1942 година подполковник Сафонов излита за 224-ти последен път начело на група за охрана на съюзническия конвой PQ-16, плаващ към Мурманск. Групата забелязва немски бомбардировачи, приближаващи към корабите и влиза във въздушен бой. Сафонов поразява два противникови самолета и поврежда трети, след което бива свален и загива. Конкретната причина за смъртта му е неизвестна. Посочват се три различни версии – внезапна атака от противников изтребител; точно попадение на задния стрелец на противниковия бомбардировач; проблем с двигателя на пилотирания от Сафонов P-40E „Kittyhawk“. Командващият конвоя отказва да изпрати някой от корабите си за оказване помощ на сваления летец.
Подполковник Сафонов е свалил сам 25 вражески самолети и още 14 в съвместни бойни действия. Според различни източници броя свалени самолети от Сафонов варира от 25 до 41. Известно е също, че по време на въздушни боеве, Сафонов е отстъпвал вече повредени от него противникови самолети на по-неопитни летци. Мнозина от пилотите под негово командване впоследствие са отличени като „Герой на Съветския съюз“.
На 14 юни 1942 година е посмъртно награден с орден „Златна звезда“ и повторно е обявен за Герой на Съветския.